# دار التقويم القطري

دار التقويم القطري (بالإنجليزية: Qatar Calendar House – QCH) هي مؤسسة علمية قطرية تُعنى بإصدار "التقويم القطري" الرسمي المعتمد في الدولة. تأسست عام 1990، وتعمل تحت مظلة مجمع الشيخ عبد الله الأنصاري، وتشكل مرجعًا رسميًا للمواقيت الشرعية والظواهر الفلكية في قطر.

## النشأة والبدايات
انطلقت فكرة إصدار التقويم القطري في خمسينيات القرن العشرين على يد الشيخ إبراهيم بن عبد الله الأنصاري (1881–1961)، الذي كان قاضيًا في منطقة الخور. أعد ووزع أول تقويم قطري يدوي في عام 1371هـ (1951م)، مستعينًا بالخطاطين لتكثيره في ظل غياب وسائل الطباعة حينها، واستمر ذلك حتى عام 1374هـ (1954م).
لاحقًا، تولّى الشيخ عبد الله بن إبراهيم الأنصاري الإشراف الكامل على إصدار التقويم لأكثر من ثلاثة عقود، حتى وفاته عام 1989. وشهد التقويم القطري خلال السبعينيات والثمانينيات انتشارًا واسعًا في منطقة الخليج، حيث تم توزيعه بمواقيت لمدن عديدة مثل مكة، المدينة، الرياض، المنامة، مسقط، ولندن.

## التأسيس الرسمي والتطور المؤسسي
في عام 1990، أنشأ الدكتور محمد بن عبد الله الأنصاري مؤسسة دار التقويم القطري ضمن جهود الحفاظ على هذا الإرث الفلكي والديني. أصبحت الدار الذراع الفلكية والعلمية التابعة لمجمع الشيخ عبد الله بن إبراهيم الأنصاري، وهو مؤسسة علمية افتتحت مرحلتها الأولى رسميًا عام 2014 في الدوحة.
شهد التقويم القطري منذ تأسيس الدار تطورًا من حيث المحتوى والتصميم الفني، وتم إضافة إصدارات فلكية وتقويمية متعددة.

### الأهداف والرؤية
تسعى دار التقويم القطري إلى:
- تعزيز الوعي الفلكي والديني في المجتمع القطري والعربي.
- الدمج بين الفقه الإسلامي والحساب الفلكي الحديث.
- تقديم خدمات فلكية موثوقة للجهات الرسمية والخاصة.
- نشر الثقافة الفلكية عبر التعليم، التدريب، والمشاركة المجتمعية.

### الإصدارات والأنشطة
- إصدار التقويم القطري الرسمي (هجري وميلادي) سنويًا.
- إعداد حسابات فلكية لتحديد بدايات الشهور المرتبطة بالمناسبات الدينية مثل رمضان، عيد الفطر، وعيد الأضحى.
- نشر مواقيت الصلاة، الظواهر الفلكية، والنشرات الموسمية.
- تنظيم محاضرات ودورات عامة، منها: دورات "المواقيت والأهلة".
- إصدارات متنوعة مثل: التقويم المكتبي المجلد، ذاكرة اليوم والتاريخ، والتقويم الدائم.

- - أنشطة تعليمية وثقافية:**
- دورات تدريبية في علم الفلك.
- المخيم الفلكي.
- ورش مدرسية توعوية.
- رصد جماعي للظواهر الفلكية.
- تكريم شخصيات بارزة في المجال.

### الحضور الرقمي
تملك الدار تطبيقًا رسميًا على متجر Google Play تحت اسم Qatar Calendar، يُعرف بأنه "التقويم الرسمي المعتمد لدولة قطر من حسابات الشيخ عبد الله الأنصاري". كما تنشط عبر منصات التواصل الاجتماعي (X، إنستغرام، فيسبوك) لنشر المحتوى الفلكي والإعلانات الشهرية.

### الاعتراف الرسمي
تُعد دار التقويم القطري الجهة الرسمية المعتمدة لإصدار التقويم الوطني في دولة قطر. ويعود الاعتراف الرسمي بالتقويم إلى عام 1966، حيث بدأ استخدامه بشكل واسع في المؤسسات العامة والخاصة.
في 31 يوليو 2008، صدر قرار مجلس الوزراء القطري الذي نص على اعتماد التقويم القطري الحصري في تأريخ جميع المراسلات والوثائق والمطبوعات في الجهات الحكومية والخاصة داخل الدولة.

### الانتشار الإقليمي
أشار الباحث الأمريكي Daniel Martin Varisco في إحدى دراساته إلى أن "التقويم القطري أصبح المصدر القياسي لمعظم دول الخليج"، مؤكدًا على انتشاره واعتماده الرسمي والشعبي في المنطقة.
كما تُعد التطبيقات الرسمية للهواتف الذكية (Google Play وApp Store) التي تُصدرها الدار مرجعًا يوميًا للمواقيت، مما عزز حضورها الرقمي وموثوقيتها المؤسسية.

### روابط خارجية
- الموقع الرسمي لدار التقويم القطري
- الموقع الرسمي على يوتيوب
- تطبيق Qatar Calendar على Google Play